# Balthasar Rhaw (I.)

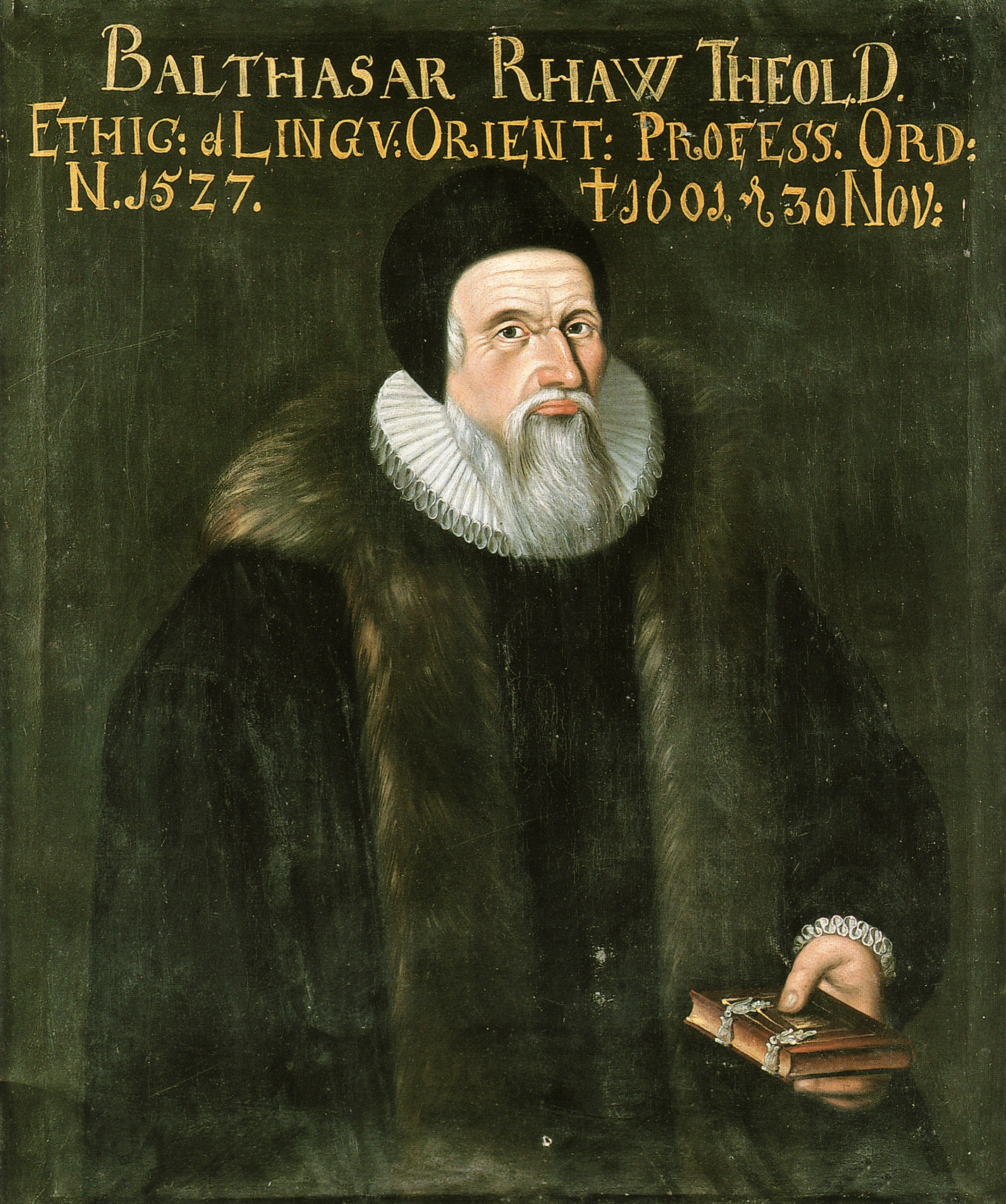
Balthasar Rhaw

Balthasar Rhaw, auch: Rhau, Rau (* 1527 in Naumburg am Queis; † 30. November 1601  in Greifswald) war ein deutscher Gräzist, Historiker und evangelischer Theologe.

## Leben
Rhau war der Sohn des Bürgermeisters Jakob Rhaw und dessen Frau Anna Prybe. Er hatte die Schule seiner Heimatstadt und ab 1538 die Schule in Breslau besucht. Aufgrund einer sechs Monate währenden Krankheit, war er wieder für sechs Monate nach Hause zurückgekehrt und bezog noch im selben Jahr 1542 das Gymnasium in Goldberg. Seine Studien begann er an der Universität Wittenberg, wo er sich am 11. August 1548 immatrikulierte. Hier besuchte er auch die Vorlesungen des Philipp Melanchthon. Seine ersten Studien absolvierte er den Sitten der damaligen Zeit folgend an der philosophischen Fakultät. 
Hier erwarb er sich am 15. Oktober 1549 den akademischen Grad eines Magisters der Philosophie und wurde, nachdem er einige Disputationen abgehalten hatte, am 1. Mai 1552 in den Senat der philosophischen Fakultät aufgenommen, was nach heutigen Ermessen einer Habilitation gleichkommt. Noch im selben Jahr wurde die Wittenberger Hochschule von der Pest heimgesucht, so dass der Sitz der Hochschule nach Torgau verlegt wurde. Rhau indes hatte auf Empfehlung Melanchthons eine Berufung an die Universität Greifswald angenommen.
Er wurde 1556 Lehrer der pommerschen Herzogssöhne Johann Friedrich und Bogislaw XIII. 1564 ging er wieder nach Wittenberg, wo er im Sommersemester 1564 zum Dekan der philosophischen Fakultät erwählt wurde und in seiner Amtszeit 38 Personen zum Magister der Philosophie krönte. Nachdem er am 5. Februar 1566 in Wittenberg Anna (* 1544 in Wittenberg; † 28. Februar 1622 in Greifswald), die Tochter des Augustin Schurff geheiratet hatte, kehrte er zurück nach Greifswald, wo er Professor der griechischen Sprache, der Ethik und der Geschichte wurde. Rhau der 1584 in Greifswald auch zum Doktor der Theologie promoviert hatte, auch selbst Professor der Theologie daselbst war, übernahm auch organisatorische Aufgaben an der Greifswalder Hochschule. So war er unter anderem in den Jahren 1568/69, 1585/86 und 1593/94 Rektor der Alma Mater. Sein Leichnam wurde am 4. Dezember 1601 im Greifswalder Dom bestattet.

## Familie
Aus seiner Ehe sind folgende Kinder bekannt:
- Magaretha  (* 1567 in Greifswald; † 14. September 1631 Wolgast), verheiratet mit dem Wolgaster Steuereinnehmer Jakob Runge
- Augustin Rhaw (* 1573; † 1621), Rechtswissenschaftler in Greifswald.
- Elisabeth (* 1579 Greifswald; † 2. November 1640), heiratete in erster Ehe David Runge und in zweiter Ehe 1607 den Greifswalder Professor Friedrich Mevius